# Mikko Lindström
Mikko Viljami Lindström, noto anche con lo pseudonimo di Linde (Nurmijärvi, 12 agosto 1976), è un chitarrista e cantante finlandese, membro del gruppo musicale HIM fin dalla sua fondazione nel 1991, assieme al bassista Migé Amour e al cantante Ville Valo. È inoltre il fondatore della band Daniel Lioneye, di cui è chitarrista e cantante.

## Biografia
Mikko Viljami Lindström è nato il 12 Agosto 1976 a Klaukkala, in Finlandia. Il padre era un ingegnere, mentre sua madre lavorava per la compagnia aerea Finnair. Ha inoltre un fratello minore nato nel 1980. Lindström si interessò per la prima volta alla musica da bambino ascoltando le musicassette di Elvis Presley nella macchina del padre. All'età di 10 anni ricevette una chitarra acustica Landola per Natale, iniziando immediatamente a prendere lezioni. La prima cosa che ha imparato a suonare è stato il riff di apertura di Heaven's on Fire dei Kiss. Alcune delle sue prime influenze includevano Steve Vai, Jimi Hendrix, Black Sabbath e Led Zeppelin.
Lindström ha incontrato il futuro compagno di band Ville Valo in terza media alla scuola statale di Oulunkylä. I due successivamente iniziarono a suonare insieme in una band chiamata Aurora. All'età di 15 anni ha frequentato il Berklee College of Music di Boston per due mesi. Da adolescente è stato arrestato due volte: il primo arresto è avvenuto quando è stato accusato, assieme ad un gruppo di amici, di furto e irruzione per aver rotto le finestre di un centro di riabilitazione per veterani di guerra e aver fatto il bagno della piscina dello stabile. Il secondo arresto arrivò a 15 annu per essere stato sorpreso a guidare sotto influenza di droghe. Lindström fece domanda di iscrizione alla Sibelius High School of Music and Dance, ma venne rifiutato, iniziando quindi a frequentare la scuola serale di Käpylä, dalla quale si è poi diplomato. È stato inoltre esonerato dal servizio militare finlandese poiché considerato "squilibrato, incapace di combattere".

## Carriera

### HIM

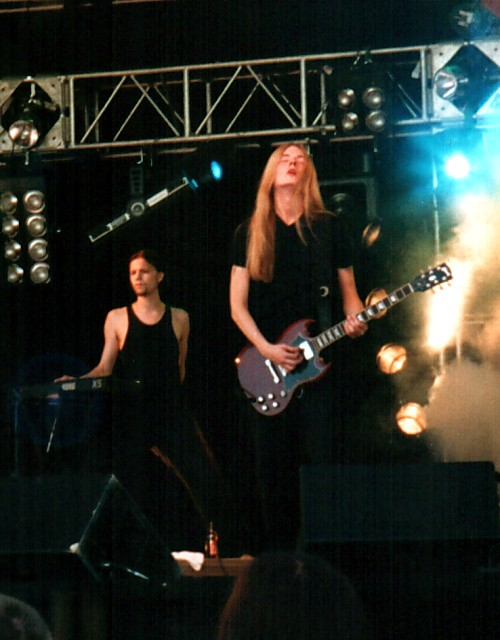
Linde Lindström (a destra) e Juska Salminen (a sinistra) in concerto con gli HIM al Provinssirock in giugno 1999

Gli HIM furono formati per la prima volta nel 1991 da Ville Valo e dal bassista Mikko "Mige" Paananen sotto il nome His Infernal Majesty. per poi sciogliersi nel 1993 e riformarsi nel 1995 da Valo e Lindström. Successivamente si riunì al gruppo Mige, il tastierista Antto Melasniemi e il batterista Juhana "Pätkä" Rantala e, con la band ora rinominata HIM, pubblicarono l'album di esordio Greatest Lovesongs Vol. 666 nel 1997. Nel 2000, con i nuovi batterista Gas Lipstick e tastierista Juska Salminen, gli HIM pubblicarono Razorblade Romance che raggiunse la prima posizione nelle classifiche finlandese, austriaca e tedesca. Anche il primo singolo dell'album, Join Me in Death, raggiunse la prima posizione in Finlandia e Germania, diventando disco di platino in questi due paesi oltre che in Austria. Dopo l'inserimento di Emerson Burton alle tastiere gli HIM pubblicarono Deep Shadows and Brilliant Highlights e Love Metal rispettivamente nel 2001 e nel 2003, raggiungendo entrambi la top ten in diversi paesi e diventando i primi album della band ad entrare in classifica in Regno Unito e Stati Uniti.
Dopo essersi trasferiti negli Stati Uniti, gli HIM hanno rilasciato l'album Dark Light nel 2005 che è diventato l'album di maggior successo del gruppo fino ad oggi, diventando oro in Germania, Regno Unito, Stati Uniti e platino in Finlandia. Nel 2007 gli HIM hanno rilasciato Venus Doom, che è diventato d'oro in Finlandia e Germania e ha raggiunto la posizione più alta negli Stati Uniti per la band, arrivando al numero 12. Dopo l'album Screamworks: Love in Theory and Practice del 2010 gli HIM sono andati in pausa dopo che al batterista Gas Lipstick è stata diagnosticata una lesione da stress ripetitivo e danni dei nervi delle mani. Dopo otto mesi di incertezza, la band si è riorganizzata e alla fine ha pubblicato l'album Tears on Tape nel 2013. Nel 2015 Gas Lipstick ha annunciato la sua uscita dagli HIM dopo 16 anni di militanza per perseguire altri progetti musicali, venendo sostituito da Jukka "Kosmo" Kröger. Il 5 marzo 2017 gli HIM hanno annunciato la fine della band dopo un tour di addio, il Bang and Whimper 2017 - The Farewell Tour, che si concluderà il 31 dicembre dello stesso anno all'interno del Helldone Festival.

### Daniel Lioneye
Nel 2001 Lindström, insieme a Mige e Ville Valo, ha pubblicato l'album The King of Rock'n Roll con il nome di Daniel Lioneye, la formazione comprendeva Lindström alla chitarra e alla voce, Valo alla batteria, e Mige al basso. Prima della pubblicazione dell'album, il gruppo aveva suonato solo una manciata di spettacoli in varie parti della Finlandia. Nel 2010 la band si è riformata pubblicando l'album Vol. II con Lindström alla chitarra, basso e voce, Burton alle tastiere e Black Vomit Bolton alla batteria. Nel 2011 la band ha fatto per la prima volta un tour negli Stati Uniti di supporto ai Cradle of Filth, con una formazione che consisteva in Lindström, Mige, Burton, più Seppo Tarvainen alla batteria e Manu Patel alle backing vocals.
Il 30 dicembre 2014 la line-up originale dei Daniel Lioneye si è riunita per una performance al festival annuale di Capodanno Helldone. Il 29 giugno 2016 è stato annunciato che Daniel Lioneye avrebbe pubblicato il suo terzo album, Vol. III il 19 agosto 2016 con Lindström alla chitarra e alla voce, Mige al basso, Burton alle tastiere e Seppo Tarvainen alla batteria, annunciando anche cinque date del tour finlandese per settembre 2016. Il 30 giugno 2016 è stata pubblicata la track-listing ufficiale di Vol. III e il suo primo singolo intitolato Ravensong. La band avrebbe dovuto esibirsi in diversi spettacoli europei nell'autunno 2016, ma le date vennero cancellate a causa della rottura di un braccio da parte del batterista Seppo Tarvainen.

## Equipaggiamento

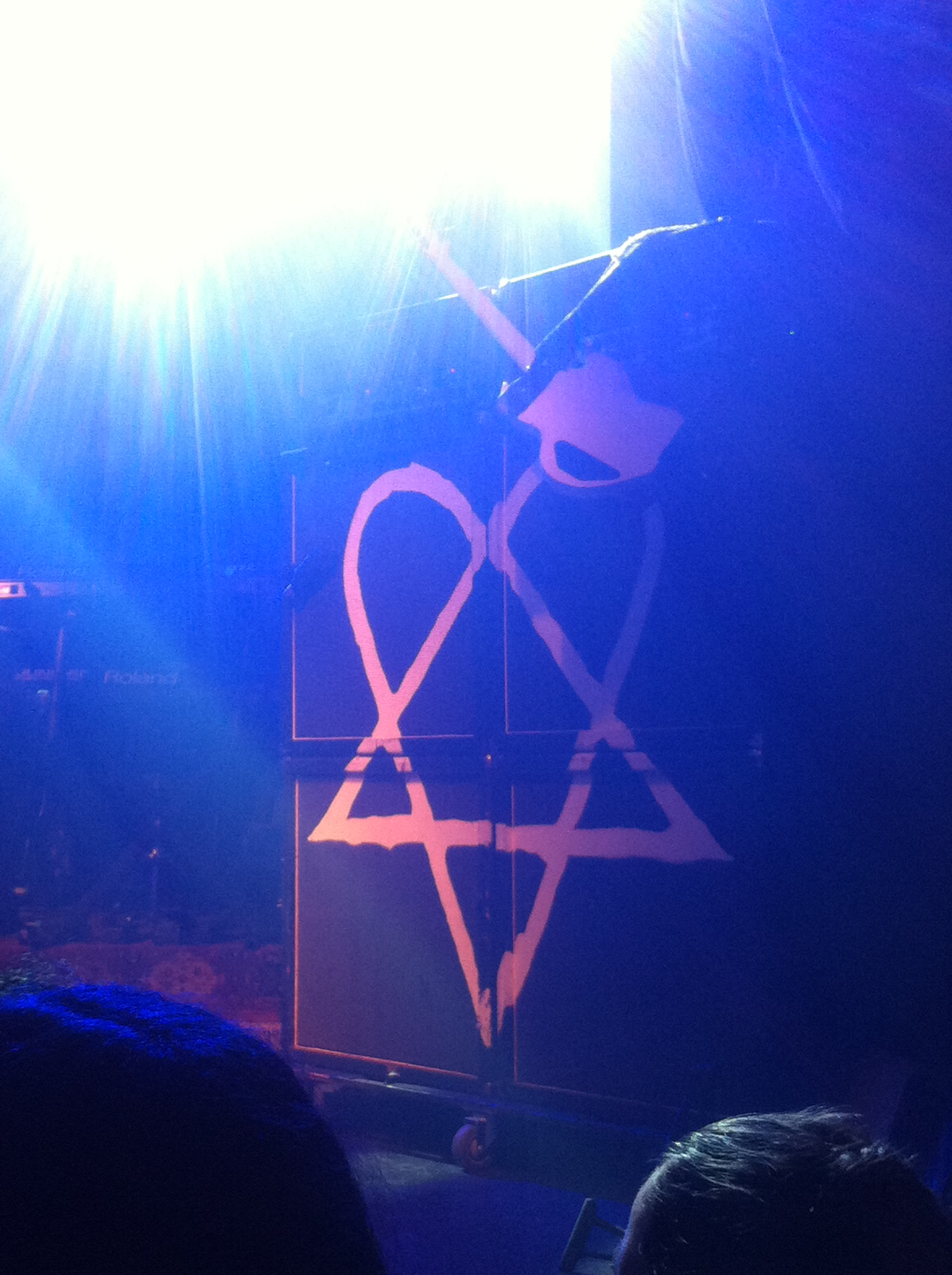
Amplificatori utilizzati da Lindström durante l'Helldone Festival in dicembre 2014